# Deprê
"Deprê" é uma canção da cantora e compositora Marília Mendonça. Foi lançada em dezembro de 2020 como o primeiro single do EP Nosso Amor Envelheceu.

## Composição
"Deprê" foi escrita por Marília Mendonça, iniciando um retorno à gravações autorais após o foco exclusivo como intérprete no projeto itinerante Todos os Cantos.

## Gravação
A canção foi gravada em 17 de outubro de 2020, em Goiânia, durante a live Vem Aí, em que foram gravadas todas as canções de Nosso Amor Envelheceu (2021). A música contou com produção musical de Eduardo Pepato e direção de vídeo de Fernando Trevisan (Catatau).

## Projeto gráfico
A capa de "Deprê" é uma ilustração baseada no cenário do local onde a gravação ocorreu.

## Lançamento e recepção
"Deprê" foi lançada em 4 de dezembro de 2020 como o primeiro single de Nosso Amor Envelheceu, com música e videoclipes disponibilizados na mesma data. A música foi um sucesso comercial imediato. O vídeo alcançou 50 milhões de visualizações em cerca de 6 meses.